# Pro Jakobstad
Pro Jakobstad är ett lokalt parti i staden Jakobstad, Österbotten, Finland, etablerat inför kommunvalet 2004. Även om Pro Jakobstad vill profilera sig som politiskt obundet, innehar yttervänstern en central roll i gruppen, inte minst genom de kända vänsterprofilerna Leo Valkama (Demokratiska förbundet för Finlands folk/Finlands kommunistiska parti, Vänsterförbundet), Eero Luomala (Demokratiska förbundet för Finlands folk/Finlands kommunistiska parti, Vänsterförbundet, Finlands kommunistiska parti) och Markku Ojala.